# خمسة طالبان
خمسة طالبان هم خمسة معتقلين أفغان في خليج غوانتانامو وأعضاء سابقين رفيعي المستوى في حكومة طالبان في أفغانستان، أطلق سراحهم في صفقة تبادل أسرى في عام 2014 مقابل الرقيب في جيش الولايات المتحدة بو روبرت برغدال بعد احتجازهم منذ عام 2002 إلى أجل غير مسمى دون توجيه اتهامات إليهم.
ولعدة سنوات كانت هناك شائعات بأن مفاوضات رئاسة أوباما مع طالبان تتوقف على إطلاق سراح هؤلاء الرجال. أرادت حركة طالبان إرسال الرجال إلى قطر. وقيل إن الولايات المتحدة كانت تفكر في إطلاق سراحهم إذا أطلقت طالبان سراح بو بيرغدال، الجندي الذي كانت طالبان تحتجزه منذ عام 2009. أُطلق سراح الخمسة رجال من حركة طالبان في الدوحة بقطر في الأول من يونيو 2014. وبعد إطلاق سراحهم، حوكم بيرغدال أمام محكمة عسكرية عامة بتهمة الفرار من الخدمة العسكرية، واعترف بالذنب، وحُكم عليه بالتسريح بشكل غير مشرف.
وكان جون ماكين وجيمس فرانكلين جيفري قد وصفا الخمسة من طالبان بأنهم "الأشد صرامة بين المتشددين". وقد اعتُبر الخمسة جميعهم "خطرين للغاية" على الولايات المتحدة وأُوصي بـ"استمرار احتجازهم".
شارك خمسة طالبان في مفاوضات إنهاء الصراع في أفغانستان مع الولايات المتحدة في مارس 2019 في مكتب طالبان في قطر.

## أعضاء طالبان الخمسة
تم إدراج الخمسة من طالبان ضمن قائمة الرجال الخطيرين جدًا من قبل الولايات المتحدة. وهم: عبد الحق واثق، ونور الله نوري، وملا محمد فضل، وخير الله سعيد والي، ومحمد نبي عمري.